# Arno en Gradje
Arno en Gradje was een Eindhovens zangduo dat in 1978 enige tijd succes had met het levenslied "Pappie ik zie tranen in uw ogen". Gradje (echte naam: Grad Hölzken) speelde in het lied een trieste vader, terwijl het kindsterretje Arno Maas het refrein zong. Door een zetfout op de platenhoes staat het duo ook wel bekend als Arno en Gratje.
Het nummer haalde de 11e positie in de Top 40. Hun volgende nummer, Jantje's S.O.S. kwam niet hoger dan nr. 30 in de Top 40 en nr. 26 in de Nationale Hitparade.
Aan de carrière van het duo kwam definitief een einde toen de jonge Arno op 7 augustus 1987 op 22-jarige leeftijd omkwam tijdens een campingruzie. Gradje haalde eind maart 1994 op 37-jarige leeftijd de kranten vanwege zijn betrokkenheid bij een schietpartij in het Eindhovense café Ontdek je plekje. Hij werd in die zaak tot zes jaar cel veroordeeld wegens doodslag.